# بوزوفيتش
بوزوفيتش ( (بالمجرية: Bozovics)‏. (بالألمانية: Bosowitsch)‏. (بالتشيكية: Božoviče)‏ ) هي بلدية في مقاطعة كاراي سيفيرين في غرب رومانيا ويبلغ عدد سكانها 3232 نسمة. وتتألف من أربع قرى هي: بوزوفيتش، بونيسكا (بونياسكاتيليب)، بريلبي (بريلبيك) وفاليا مينيولوي (مينيسفولي).